# Алгозу
Алгозу (порт. Algoso)  —  район (фрегезия) в Португалии,  входит в округ Браганса. Является составной частью муниципалитета  Вимиозу. По старому административному делению входил в провинцию Траз-уж-Монтиш и Алту-Дору. Входит в экономико-статистический  субрегион Алту-Траз-уш-Монтеш, который входит в Северный регион. Население составляет 279 человек на 2001 год. Занимает площадь 36,92 км².
Покровителем района считается Святой Себастьян (порт. São Sebastião). 